# Hendrick Cornelisz Vroom

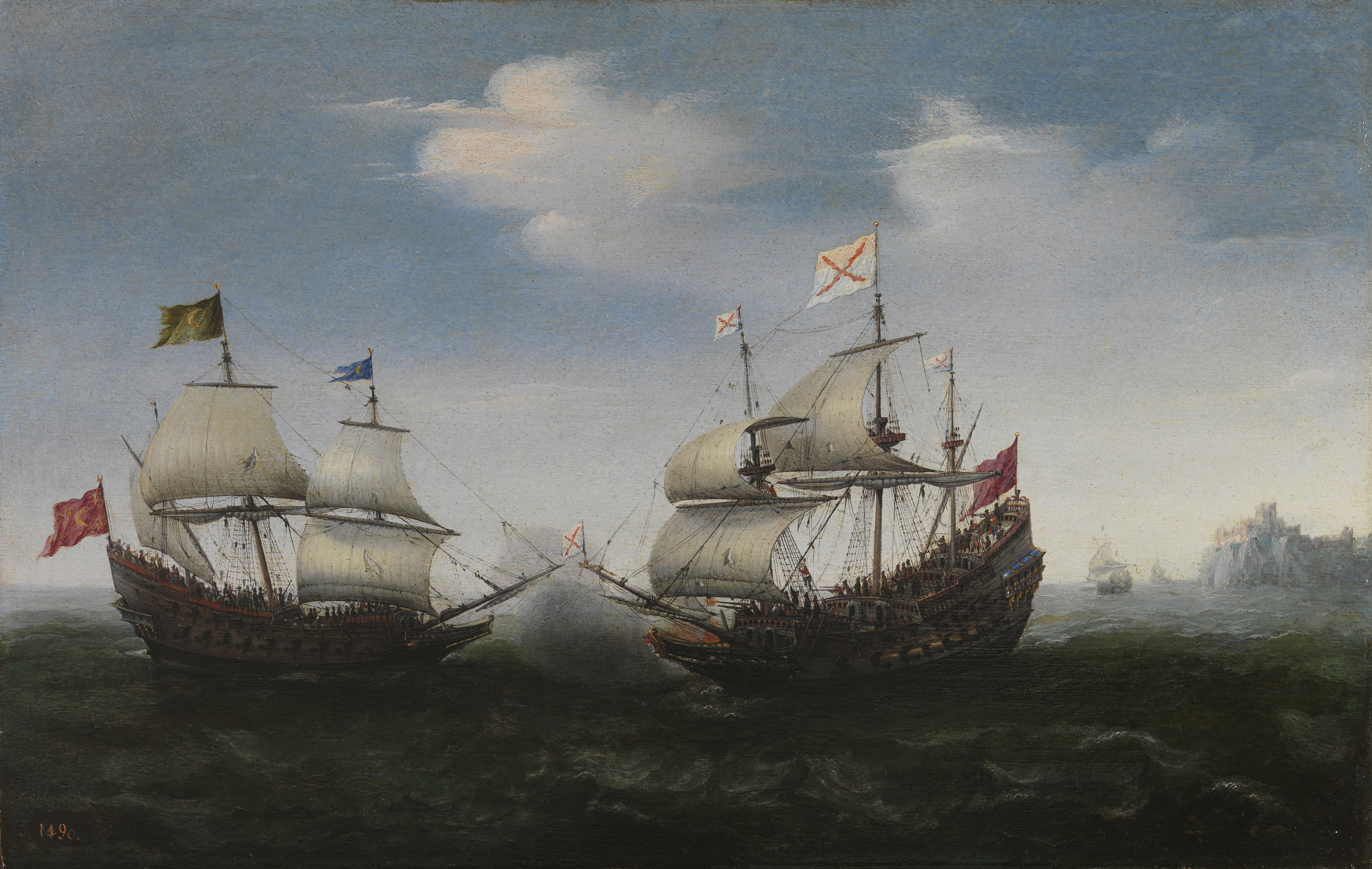
Combate naval em frente a uma costa rochosa, óleo sobre tabela, 37 x 58 cm, Madri, Museu do Prado.

Hendrik Cornelisz Vroom (Haarlem, c. 1562 – 1640), foi um pintor barroco, especializado em paisagens marítimas, gênero do qual foi iniciador nos Países Baixos.

## Biografia e obra
Depois de viajar pelos Países Baixos, em 1585 embarcou em Roterdão com destino à Espanha. Depois de passar por Sevilha viajou para Itália; visitando Livorno e Florencia antes de chegar a Roma, onde trabalhou para o cardeal Fernando I de Médici e recebeu lições de Paul Bril. Viajou pelo país, conhecendo Veneza, Milão e Turim Aqui conheceu Jan Kraek de quem foi aluno, segundo Karel van Mander, o qual escreveu uma biografia fabulada do pintor, convertido em herói por suas aventuras. Por volta de 1587, visitou França. De Marselha, viajou a Aix-em-Provence, Lião, Paris e Ruão.Após, a Haarlem e, passados dois anos, a Danzig, onde foi instruído pelo seu tio, o arquiteto Fredrik Hendriks Vroom, com quem aperfeiçoou a execução de perspectiva e, segundo Karel van Mander, pintou um retato para os jesuítas. Antes do final do ano, encontrava-se de novo em Haarlem.
Estabelecido definitivamente em Haarlem em 1592, consolidou-se como pintor de paisagens maritímas e executou desenhos para tapeçarias. Ademais, recebeu em sua oficina como aprendizes como Aert Anthonisz., Nicolaes de Kemp e Jan Porcellis, pintores maritimistas e continuadores de seu estilo, assim como seus dois filhos, Cornelis Hendriksz e Frederik.
As paisagens marítimas de Vroom caracterizam-se pela ordenação da cor em duas bandas, escura a do primeiro termo, criando o efeito de um mar agitado e intensamente iluminado à distância, onde se fundem a esbatida linha do horizonte e o céu. Em contraste, as naus, frequentemente de guerra, eram pintadas com grande detalhe. Por outro lado, o ponto de vista elevado de suas primeiras obras, com o efeito de visão panorâmica, acabou sendo substituído em obras mais avançadas por horizontes mais baixos, com um ponto de vista mais natural.